# Affiche rouge

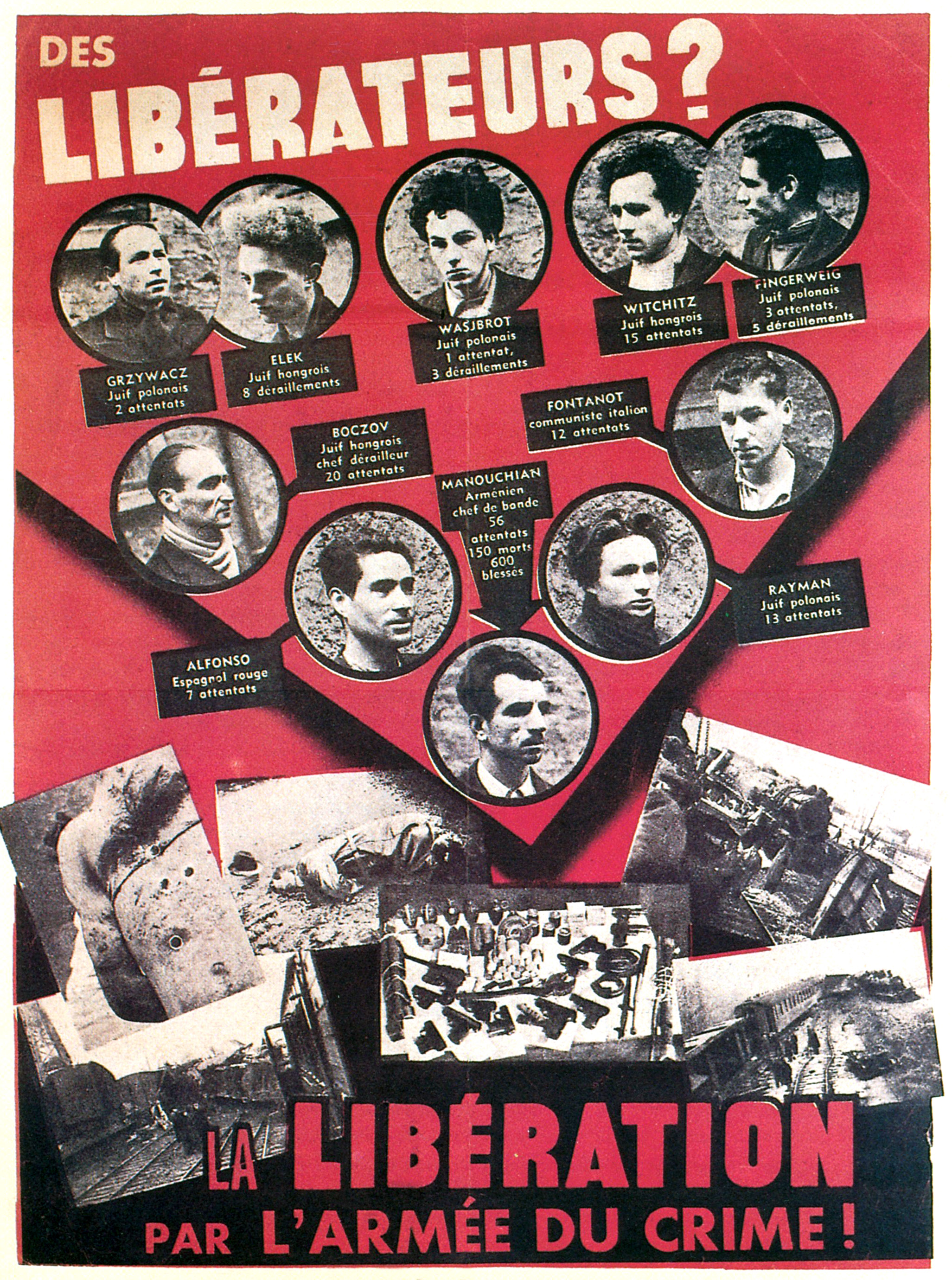
L'Affiche rouge.

El Affiche rouge (en español: 'Cartel rojo') es un cartel de propaganda alemán pegado masivamente en Francia en febrero de 1944 durante la ocupación de Francia por las Fuerzas del Eje (Segunda Guerra Mundial), en el contexto de la sentencia de muerte de veintitrés combatientes extranjeros de la Resistencia fusilados por los alemanes, que formaban el "Grupo Manouchian", por el nombre de su líder Missak Manouchian. Entre los miembros de este grupo, una tercera parte eran polacos y una decena aparecían en este Affiche rouge ('Cartel rojo').

## Descripción
El cartel incluye:
- un eslogan: «¿Libertadores? ¡Liberación por el ejército del crimen!»;
- fotos, nombres y acciones realizadas por diez combatientes del grupo Manouchian:
  - “Grzywacz – Judío polaco, 2 atentados”;
  - “Elek – Judío húngaro, 8 descarrilamientos”;
  - “Wasjbrot (Wajsbrot) – Judío polaco, 1 atentado, 3 descarrilamientos”;
  - “Witchitz – Judío húngaro, 15 atentados”;
  - “Fingerweig – Judío polaco, 3 atentados, 5 descarrilamientos”;
  - “Boczov – Judío húngaro, líder de los descarrilamientos, 20 atentados”;
  - “Fontanot (Fontano) – Comunista italiano, 12 atentados”;
  - “Alfonso – Español Rojo, 7 atentados”;[2]
  - “Rajman – Judío polaco, 13 atentados”;
  - “Manouchian – armenio, líder de la pandilla, 56 ataques, 150 muertos, 600 heridos”;
- seis fotografías de ataques o destrucción, que representan acciones de las que se les acusa.

Las dos primeras fotografías, a la izquierda, debajo de la V del cartel, representan dos cuerpos, un torso desnudo acribillado a balazos y un hombre abatido, vestido con una gabardina, tendido cerca de su sombrero. Los dos cadáveres fueron identificados como los del comisario Franck Martineau, asesinado a tiros el 15 de julio de 1943, y el del comisario Georges Gautier, asesinado a tiros el 12 de noviembre de 1943.

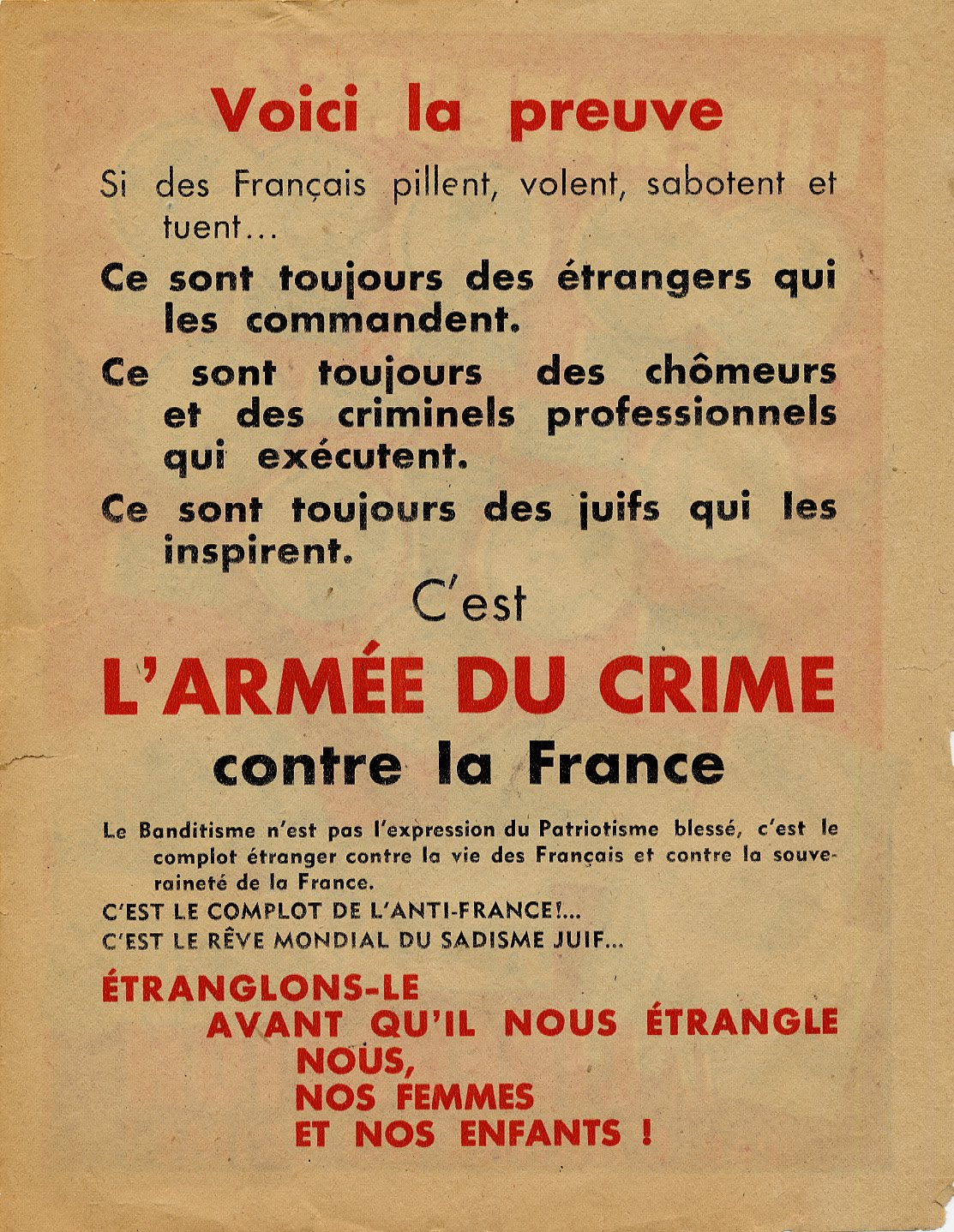
Octavilla que repite en el anverso el Cartel Rojo y denuncia en el reverso «El complot Anti-Francia», febrero de 1944. Col. Museo Nacional de la Resistencia, Champigny.

Este cartel fue creado por el servicio de propaganda alemán en Francia. La maqueta marca la voluntad de asimilar a estos diez resistentes a los terroristas: el color rojo y el triángulo formado por los retratos aportan agresión. Las seis fotografías de abajo, señaladas por el triángulo, subrayan sus aspectos criminales.
La Biblioteca Nacional de Francia conserva tres ejemplares de este cartel en el formato: 118 × 75.
La exhibición en todo París estuvo acompañada de la amplia distribución de un folleto que reproducía:
- en el anverso, una reducción del cartel rojo;
- al dorso, un párrafo de comentario que fustiga «al ejército del crimen contra Francia».[5]